# 黄知真
黄知真（1920年10月—1993年2月5日），男，曾用名朱风，江西横峰人，中华人民共和国政治人物，黄道之子。

## 生平
早年随父参加革命，后担任中共皖南特委青年部部长，中共乐平县委书记。第二次国共内战期间，担任华东野战军一纵后勤部政委、组织部部长等。1949年，任江西省上饶专署专员。1952年，任江西省人民政府秘书长、江西省委候补书记。1955年，兼任江西省政协副主席。1972年，任中共江西省委书记。1978年，任中共湖北省委书记。
1980年1月，湖北省人大五届二次会议选出省人大常务委员会委员57人，陈丕显为主任，夏世厚等14人为副主任，马达等42人为委员。常委会选举产生湖北省人民政府，1980年1月21日省政府发出通知，自即日起启用湖北省人民政府印章，原湖北省革命委员会印章同时作废 ，韩宁夫担任省长、黄知真等十人担任副省长。1982年8月，韩宁夫辞去省长职务。8月21日，湖北省五届人大举行第十七次会议，决定接受韩宁夫的辞职请求，由黄知真递补代任。之后正式任命为湖北省省长。1986年，任湖北省人大常委会主任。1993年2月5日在武汉逝世，终年73岁。